# Marginalia religiosae
Marginalia religiosae är en stekelart som beskrevs av Priyadarsanan 2000. Marginalia religiosae ingår i släktet Marginalia och familjen fikonsteklar. Inga underarter finns listade i Catalogue of Life.